# Complot Antil
Complot Antil fue el nombre que recibió una supuesta conspiración indígena huilliche en el archipiélago de Chiloé (Chile) en 1864, que habría tenido por objetivo entregar la provincia homónima a la Armada Española en la antesala de la Guerra Hispano-sudamericana. Recibe su nombre de Cosme Damian Antil, acusado como principal instigador del complot.

## Antecedentes

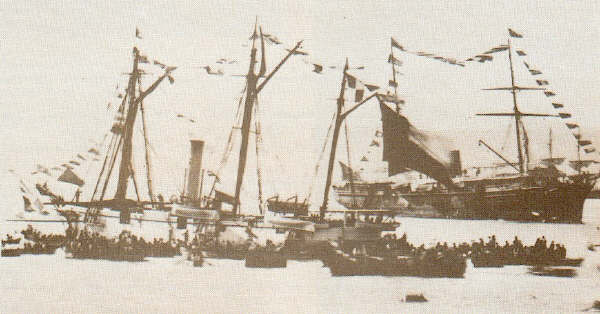
Goleta Covadonga, único buque de la Comisión Científica en visitar Chiloé en 1863.

Durante la década de 1860 se suceden una serie de hechos que contribuyen a deteriorar las relaciones entre España y las naciones americanas. Entre ellas se cuentan la Ocupación española de la República Dominicana (1861-1865), y las sospechas en torno a los objetivos de la Comisión científica del Pacífico (1862-1865). En este contexto, el 4 de agosto de 1863 se produce en Perú el Incidente de Talambo, donde un ciudadano español es asesinado en medio de un conflicto de una hacienda peruana. Este incidente, sumado a diversas desavenencias históricas entre España y Perú, lleva a la captura española de las Islas Chincha el 14 de abril de 1864.
La captura de las Islas Chincha produce un amplio impacto en la opinión pública americana, desarrollándose una fuerte corriente panamericanista en rechazo a la injerencia europea en los asuntos regionales. En Chile este fenómeno lleva a la negación de suministro de víveres a buques españoles en los puertos, así como al enganche de voluntarios chilenos rumbo al Perú, ante la expectativa del estallido de un conflicto armado. En este marco, a mediado de 1864 surgen inquietudes a través de los medios con respecto al abandono institucional de las provincias australes de Valdivia y Chiloé, que junto a su conocido carácter realista durante las guerras de independencia, podían convertirse en peligrosos reductos militares en caso de su captura por una fuerza extranjera.

## El complot

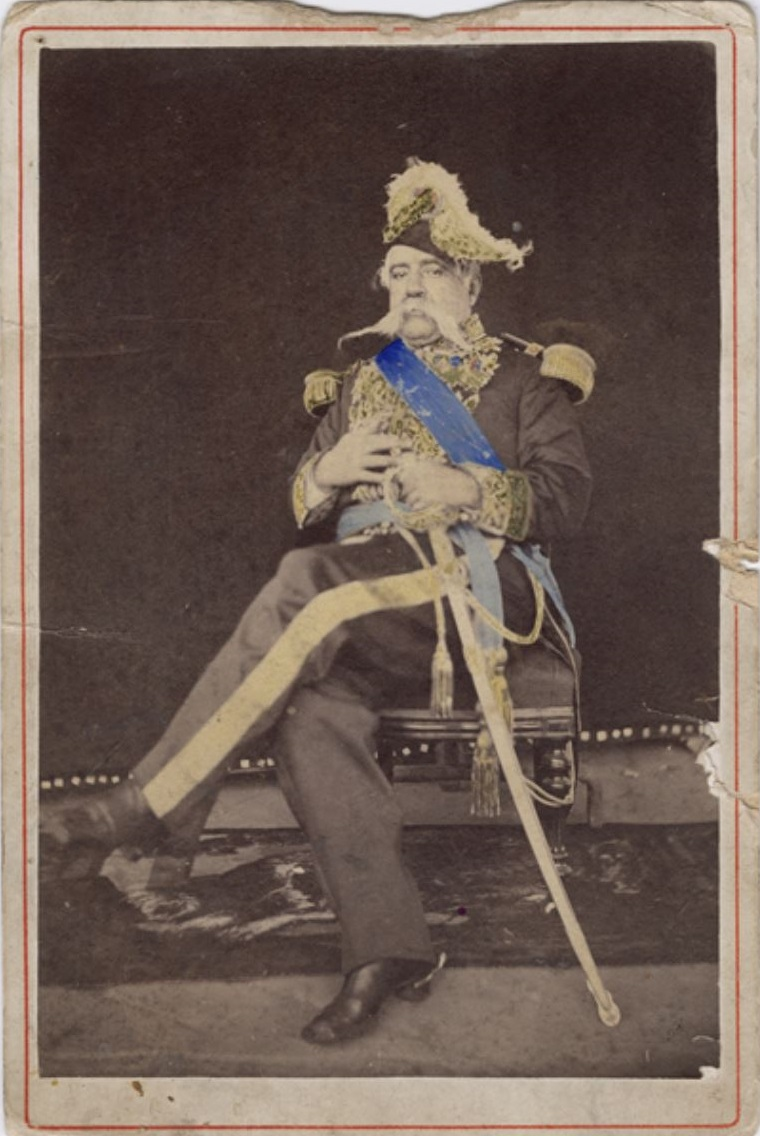
Basilio Urrutia, gobernador y comandante general de armas de Chiloé en 1864

El 14 de septiembre de 1864, a través de las páginas de El Mercurio de Valparaíso, se dio a conocer la noticia del descubrimiento de una conspiración pro-española liderada por Cosme Damian Antil, juez de distrito de la subdelegación de Castro. De acuerdo a ese medio, así como otras notas desarrolladas en días posteriores por El Ferrocarril de Santiago y otros medios menores, se trataría de un complot mayoritariamente organizado por indígenas huilliches de Chiloé, quienes se encontrarían liderados por Antil y otros individuos con fama de «brujos». A ello se sumaba una posible ramificación a la Araucanía, a donde Antil se habría dirigido para conseguir el apoyo de indígenas mapuches por entonces autónomos del Estado central. Finalmente, se destacaba una supuesta reunión entre Antil y los marinos españoles de la goleta Covadonga durante su paso por Ancud en el verano de 1863.
Una vez conocidos los hechos Antil fue rápidamente hecho prisionero, y en la medida que transcurrió la investigación judicial, la conspiración fue perdiendo su notoriedad inicial. Finalmente, el 20 de noviembre de 1864, Basilio Urrutia Vásquez, gobernador y comandante general de armas de Chiloé, falló en contra de Antil, señalándolo como culpable de los hechos acusados, aunque negando que se tratara de una conspiración a nivel provincial. En ese sentido, se apuntó más bien a una organización menor de unos pocos indígenas próximos a Antil, carentes de todo tipo de recursos para ocasionar una situación de riesgo para la república. Por este motivo se condenó a Antil al encierro en un manicomio.
A raíz del descubrimiento de la conspiración, en septiembre de 1864 se enviaron tropas continentales al archipiélago de Chiloé, y se inició un temprano trabajo de reconstrucción de fuertes y de despliegue de militares en la zona. La amplificación mediática de estos hechos, en el marco de la captura española de las Islas Chincha en Perú, contribuyó a agriar las relaciones con España, así como a fomentar un clima de opinión pública en favor de los intereses peruanos, y en general del panamericanismo.

## Recepción e interpretación histórica
En España los hechos fueron recibidos con diversas opiniones. A nivel institucional se le consideró un episodio sin relevancia, y como tal no tuvo incidencia en las posteriores acciones navales de la Armada española durante las expediciones a Chiloé de 1866. Sin embargo, a través de medios conservadores como La Correspondencia de España, se le amplificó como un ejemplo del carácter opresivo de las elites republicanas americanas para con sus provincias, así como muestra de los supuestos anhelos locales por volver a ser parte del Imperio Español.
El complot Antil ha sido interpretado en años recientes como un ejemplo del trato del Estado chileno con respecto a su población indígena, así como del distanciamiento de ese segmento de la sociedad con respecto a la cultura mestiza-criolla en desarrollo durante el siglo xix. El juicio a Antil, por otro lado, ha sido comparado con el llevado a cabo contra Orlie Antoine de Tounens, en relación con el uso de la psiquiatría y el escarnio público contra líderes que levantaran causas indígenas durante este periodo.